# Do-Remix
Do-Remix fue un programa de género documental sobre el origen de las canciones chilenas más destacadas y donde artistas contemporáneos hacen una nueva versión de dicha canción. La primera temporada estuvo bajo la conducción del cantante Joe Vasconcellos durante 2012, la segunda temporada fue presentada por Pablo llabaca (Chancho en Piedra y 31 minutos) durante 2014. Fue transmitido por Televisión Nacional de Chile y por TV Chile.

## Temporadas

### Temporada 1
- «Mira niñita» (Los Jaivas)
- «Te perdí» (José Alfredo Fuentes)
- «La joya del Pacífico» (Víctor Acosta)
- «Gente» (Florcita Motuda)
- «La consentida» (Jaime Atria)
- «Como quisiera decirte» (Orlando Salinas)
- «Los momentos» (Eduardo Gatti)
- «Un año más» (Hernán Gallardo)
- «Arriba en la cordillera» (Patricio Manns)
- «De tu ausencia» (Alberto Plaza)
- «La casa nueva» (Tito Fernández)
- «Tu cariño se me va» (Buddy Richard)
- «A mi ciudad» (Luis Le-Bert)
- «Un café para Platón» (Fernando Ubiergo)
- «Mentira» (Beto Cuevas)
- «Largo Tour» (Amaro Labra)
- «Hijo del sol luminoso» (Joe Vasconcellos)
- «Llueve sobre la ciudad» (Los Bunkers)
- «Luchín» (Víctor Jara)
- «El baile de los que sobran» (Jorge González)

### Temporada 2
- «Vuelvo» (Patricio Manns/Horacio Salinas)
- «Con una pala y un sombrero» (Gervasio)
- «Adiós Santiago Querido» (Segundo Zamora)
- «Sentimiento original» (Quique Neira)
- «Mi muñeca me habló» (Álvaro Díaz/31 minutos)
- «Cuando vuelvas» (Upa!)
- «Un gorro de lana» (Jorge Yáñez)
- «Jazz Guachaca» (Roberto Parra)
- «El viejo comunista» (Manuel García)
- «Como deseo ser tu amor» (Los Galos)
- «El Rock del Mundial» (The Ramblers)
- «Tonada de Manuel Rodríguez» (Pablo Neruda/Vicente Bianchi)
- «Yo vengo de San Rosendo» (Francisco Flores del Campo/Isidora Aguirre)
- «Eligiendo una reina» (Chancho en Piedra)
- «Amor, amor» (Pablo Herrera)
- «Ámame» (Reinaldo Tomás Martínez)
- «Algo está pasando» (De Kiruza)
- «En todas las esquinas» (Congreso)
- «Vamos mujer» (Luis Advis)
- «El frío misterio» (Electrodomésticos)